# Richard Hurndall
Pour les articles homonymes, voir Courtney.
 (novembre 2017).
Si vous disposez d'ouvrages ou d'articles de référence ou si vous connaissez des sites web de qualité traitant du thème abordé ici, merci de compléter l'article en donnant les références utiles à sa vérifiabilité et en les liant à la section « Notes et références ».
Richard Hurndall, né le 3 novembre 1910 à Darlington et mort le 13 avril 1984 à Londres au Royaume-Uni, est un acteur britannique. Il est principalement connu pour ses nombreux rôles à la télévision et à la radio anglaise après la Seconde Guerre mondiale.

## Biographie

### Débuts
Après des études à la Claremont Preparatory School, au Darlington College et au Scarborough College, Richard Hurndall fait ses études d'acteurs au  Royal Academy of Dramatic Arts et apparaît dans des nombreuses pièces au théâtre de Stratford-upon-Avon. De 1949 à 1952 il joue de nombreuses pièces radiophoniques pour le répertoire dramatique de la BBC. En 1959, il joue même le rôle de Sherlock Holmes dans une adaptation radio du Signe des quatre.

### Radio Luxembourg
En 1958 il devient le troisième présentateur de l'émission This I Believe sur l'antenne anglaise de Radio Luxembourg. L'émission, originellement présentée par Edward R. Murrow aux États-Unis sur l'antenne radio de CBS de 1951 à 1955, a été adaptée en Angleterre avec une présentation britannique, à 21h30 le dimanche soir.

### Télévision
Apparaissant en 1949 dans le téléfilm comique Someone at the Door aux côtés de Patrick Troughton, il joue alors des seconds rôles dans des séries telles que Chapeau melon et bottes de cuir,  Amicalement vôtre, Blake's 7, Whodunnit! et Bergerac. En 1968 il joue le rôle du gangster Mackelson dans la série Spindoe avant de tenir l'année d'après, le rôle récurrent du serviteur Jason Fowler dans la saison finale de la série The Plane Makers. Il apparaît aussi en 1970 dans la série comique Steptoe and Son dans le rôle de Timothy, un antiquaire gay. Il apparaît deux fois, en 1973 et 1975 dans la série Public Eye la première fois dans le rôle d'un entomologiste à la recherche de son fils, la seconde dans le rôle d'un prêtre.

### Doctor Who
En 1983 afin de célébrer les 20 ans de la série de science fiction de la BBC, Doctor Who, les producteurs ont dans l'idée de faire se rencontrer chaque incarnation du personnage dans l'épisode « The Five Doctors. » William Hartnell, l'acteur ayant joué pour la première fois le Docteur, étant mort en 1975, Hurndall le remplaça, imitant le personnage avec son côté acerbe. Le choix de l'acteur fut à l'époque accepté par la veuve de William Hartnell.

### Films
Au cinéma, il joue de nombreux rôles secondaires dans des films comme Follow That Camel (1967),Joanna (1968), Some Girls Do (1969), Zeppelin (1971), Le film d'horreur s'inpirant de Docteur Jekyll et Mr Hyde, I, Monster avec Christopher Lee (1971), Lady Caroline Lamb (1972), Le Froussard héroïque (1975), et Le Prince et le Pauvre (1977).

### Mort
Hurndall meurt d'un Infarctus du myocarde à l'âge de 73 ans à Londres, le 13 avril 1984, 5 mois après son apparition dans l'épisode The Five Doctors. Quelques sources, notamment l'autobiographie d'Elisabeth Sladen raconte même qu'il est mort avant de recevoir sa paye pour son apparition dans l'épisode.